# Epimeria subcarinata
Epimeria subcarinata is een vlokreeftensoort uit de familie van de Epimeriidae. De wetenschappelijke naam van de soort is voor het eerst geldig gepubliceerd in 1963 door Nagata.